# Poštová ulica (Košice)
De Poštová ulica is een straat in de Slowaakse stad Košice, gelegen in de oude binnenstad Staré Mesto. Het oostelijk uiteinde begint aan de Hlavná ulica en het westelijk deel kruist met de straten Kuzmányho en Vojenská.

## Topografie
Het smalste deel van deze weg is gesitueerd tussen de Hlavná - en de Mäsiarska ulica, en is slechts 4 meter breed. Het is daarentegen 16 meter breed tussen de straten Mäsiarská en Baštová, en zelfs 21 meter breed tussen de Baštová en de Moyzesova. De totale lengte bedraagt 540 meter. Een derde van de Poštová ulica is voetgangersgebied.
Aan het kruispunt met de Hlavná ulica gaat men onder een gewelf vermits de straat op die plaats overdekt is door een deel van het Csáky-Dezőfi-paleis. Vlakbij dat kruispunt ziet men te midden van het wegdek van de Hlavná ulica een waterloop: de Čermeľský-beek.
Verder in de Poštová ulica, achter de onderdoorgang, bevindt zich een gedenkplaat voor János Esterházy (1901-1957), een politicus van de Hongaarse minderheid in Slowakije.
In de Poštovástraat, voorbij het kruispunt met de Mäsiarska ulica, ligt een zeer oude onderwijsinrichting: het Poštová Gymnasium (huisnummer 9). De gevel is verfraaid met een herdenkingsplaat  ter ere van professor Viktor Myskovszky (1838-1909).
De straat leidt verder naar het Moyzespark en daar voorbij, naar het hoofdpostkantoor (nummer 20) en ten slotte naar de tramlijn in de Kuzmányho-straat.

## Zijstraten
De straat wordt doorkruist door de Mäsiarska, Baštová, Hradbová en Moyzesova.

## Benaming
Volgens verscheidene middeleeuwse archieven heette de straat oorspronkelijk "Krottengasse" ("Korvenstraat"). De reden dienaangaande was wellicht dat hier aanvankelijk leden van de gilde der mandenvlechters hun beroep uitoefenden.
Aan het begin van de 18e eeuw gebruikte men de benaming: "Rothe gasse" ("Rode straat"), naar de "Rode Toren" van de plaatselijke slagersgilde.
Enkele decennia later, in de eerste helft van diezelfde eeuw, heette het gedeelte van Mäsiarská tot de voormalige stadsvesting : "Brau gasse" ("Bierstraat"), naar analogie met de plaatselijke brouwerij. Op een stadsplan uit 1834 draagt dat gedeelte de naam Pivovarská (Bräuhausgasse) ("Brouwerijstraat"). Enkele jaren nadien, in 1867, verscheen ook het Hongaarse equivalent voor deze benaming: Sörház utca.
Na de sluiting van de brouwerij in 1879 werd de straat in 1912 omgedoopt tot Poštová (Hongaars: Posta utca) (vertaald: "Poststraat").
Gedurende de woelige periode tussen het begin van de Eerste Wereldoorlog (1914) en het einde van de Tweede Wereldoorlog (1945), werd als gevolg van sociale en politieke belangen de naam herhaaldelijk gewijzigd. Zo werd de straat in 1925 hernoemd : Rumanova ulica, naar de overleden Slowaakse gouverneur van de regio Košice : Ján Rumann (°1876 - † 1925). Ten tijde van de Eerste Scheidsrechterlijke Uitspraak van Wenen (2 november 1938) ging het zuidelijk deel van Slowakije (met inbegrip van Košice) wederom over naar Hongarije. Kort nadien, anno 1939, werd "Rumanova ulica" geschrapt en noemde men de straat opnieuw in de Hongaarse taal: Posta utca (Poststraat). Maar in 1941 werd vooralsnog weer een nieuwe naam opgelegd: "Teleki Pál utca", naar de Hongaarse premier : Teleki Pál (°1879 - † 1941).
Tijdens de ultrarechtse regering van de Pijlkruiserspartij -eind 1944- werd het weer "Posta utca" en in 1945 hanteerde men opnieuw de naam "Rumanova ulica".
Vanaf 1949, tijdens het communistische bewind, werd de straat omgedoopt tot Šmeralova ulica, naar de communist Bohumil Šmeral (1880-1941).
In 1990 werd Slowakije een zelfstandige staat. In dat jaar paste men tijdelijk opnieuw de 19e-eeuwse naam Pivovarská ulica toe ("Brouwerijstraat"), maar kort nadien werd wederom de benaming Poštová ulica (Poststraat) aangewend.

## Illustraties

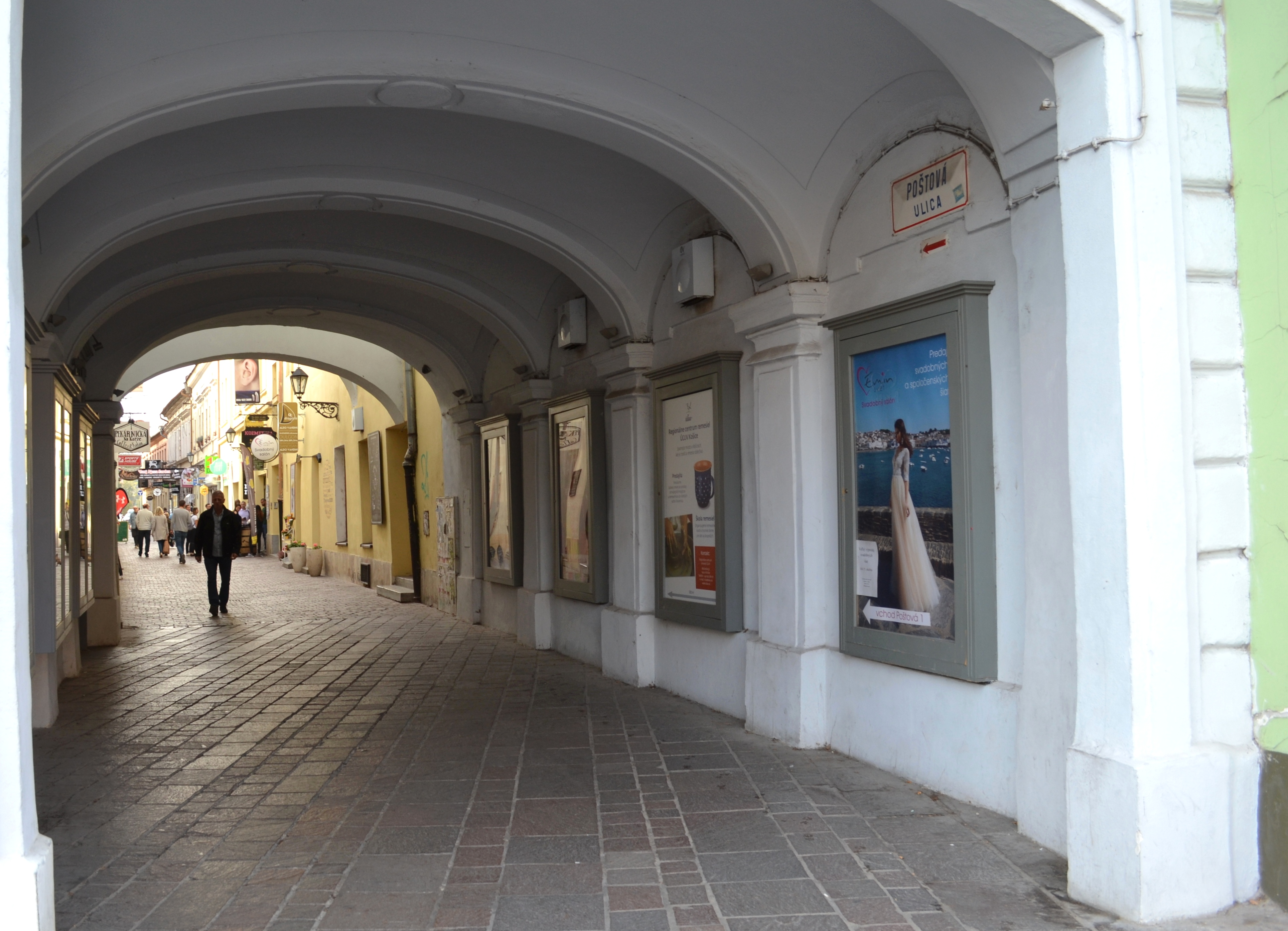
Overdekte doorgang van de Hlavná ulica naar de Poštová ulica.
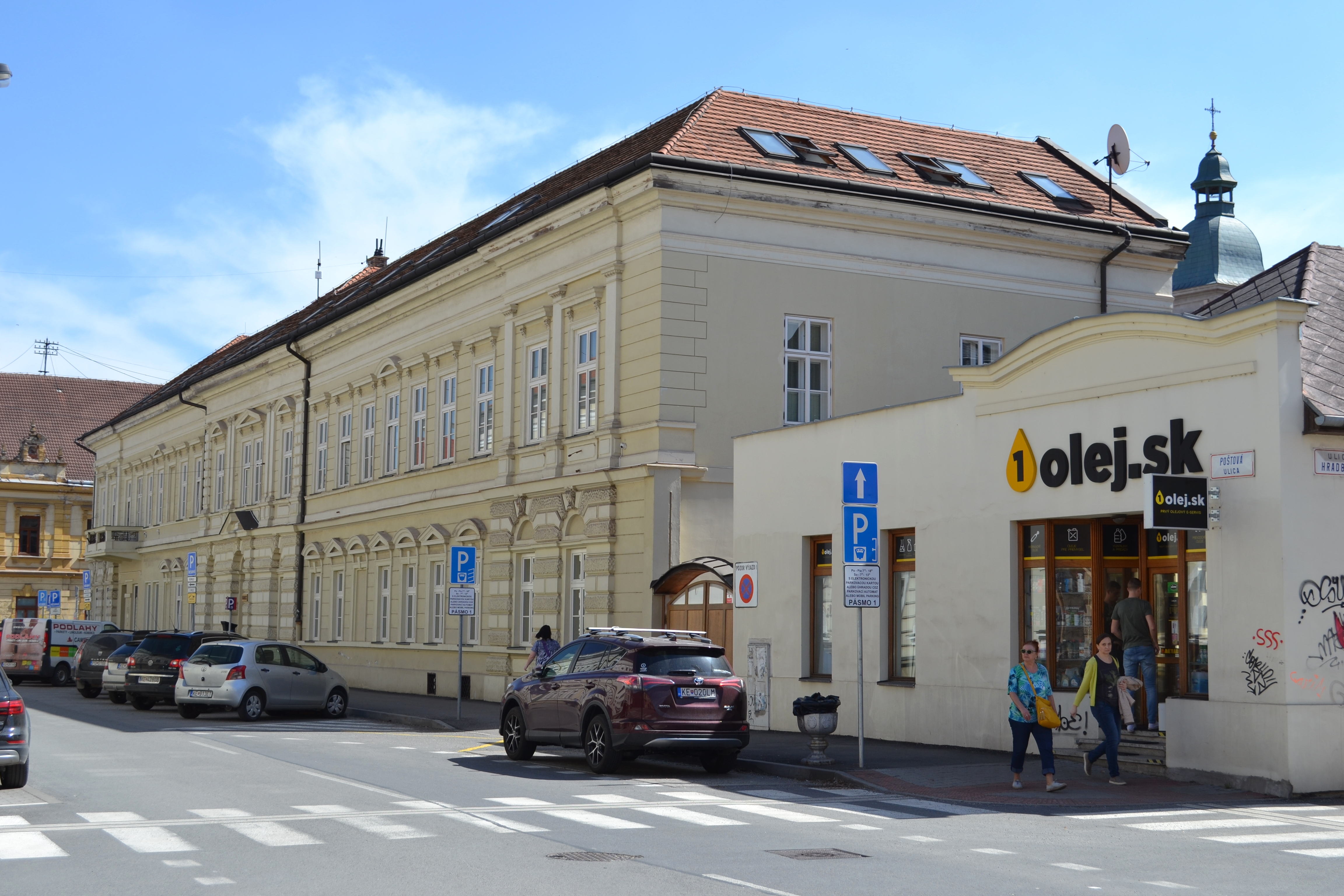
Poštová 6-8
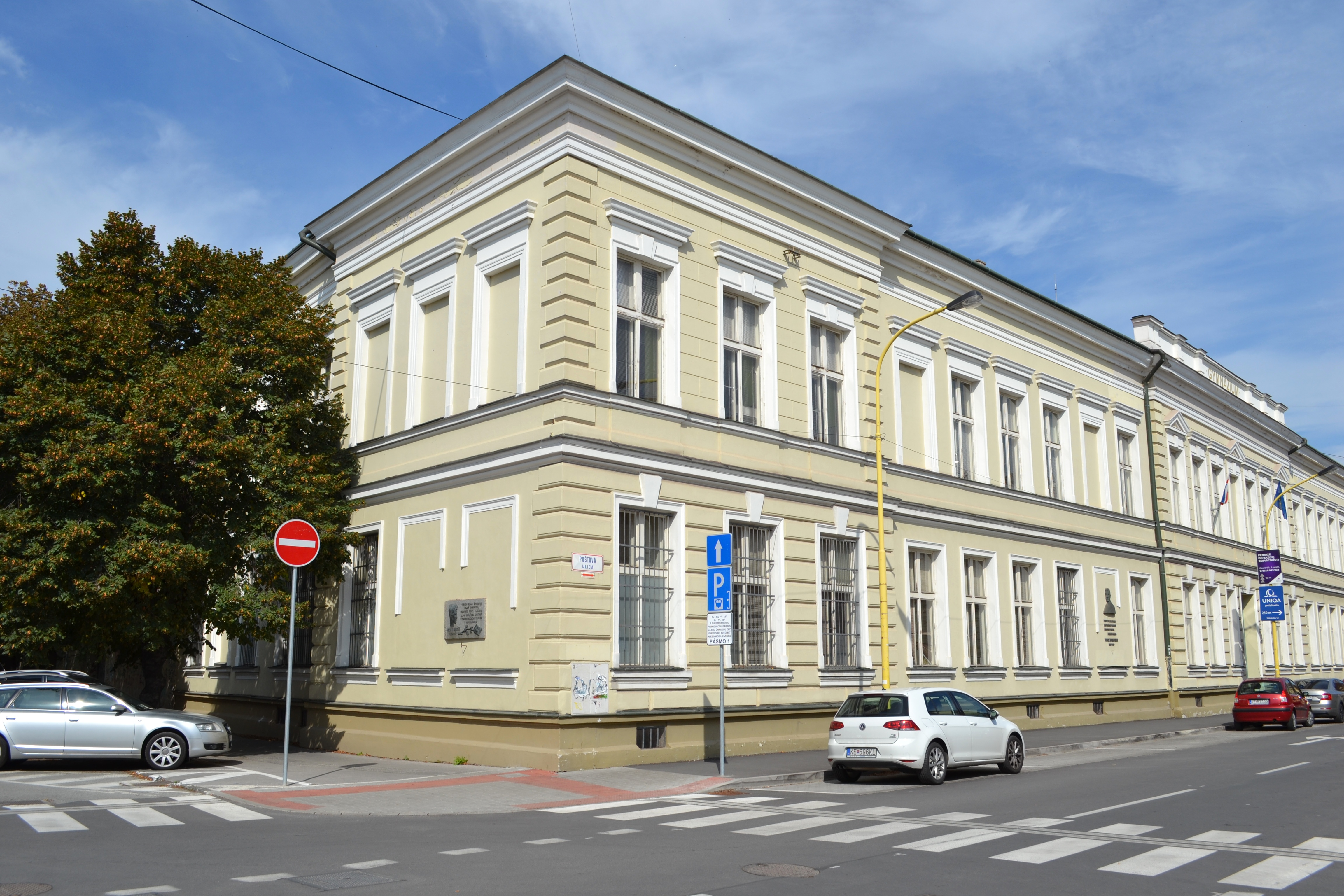
Poštová 9: Poštová Gymnasium
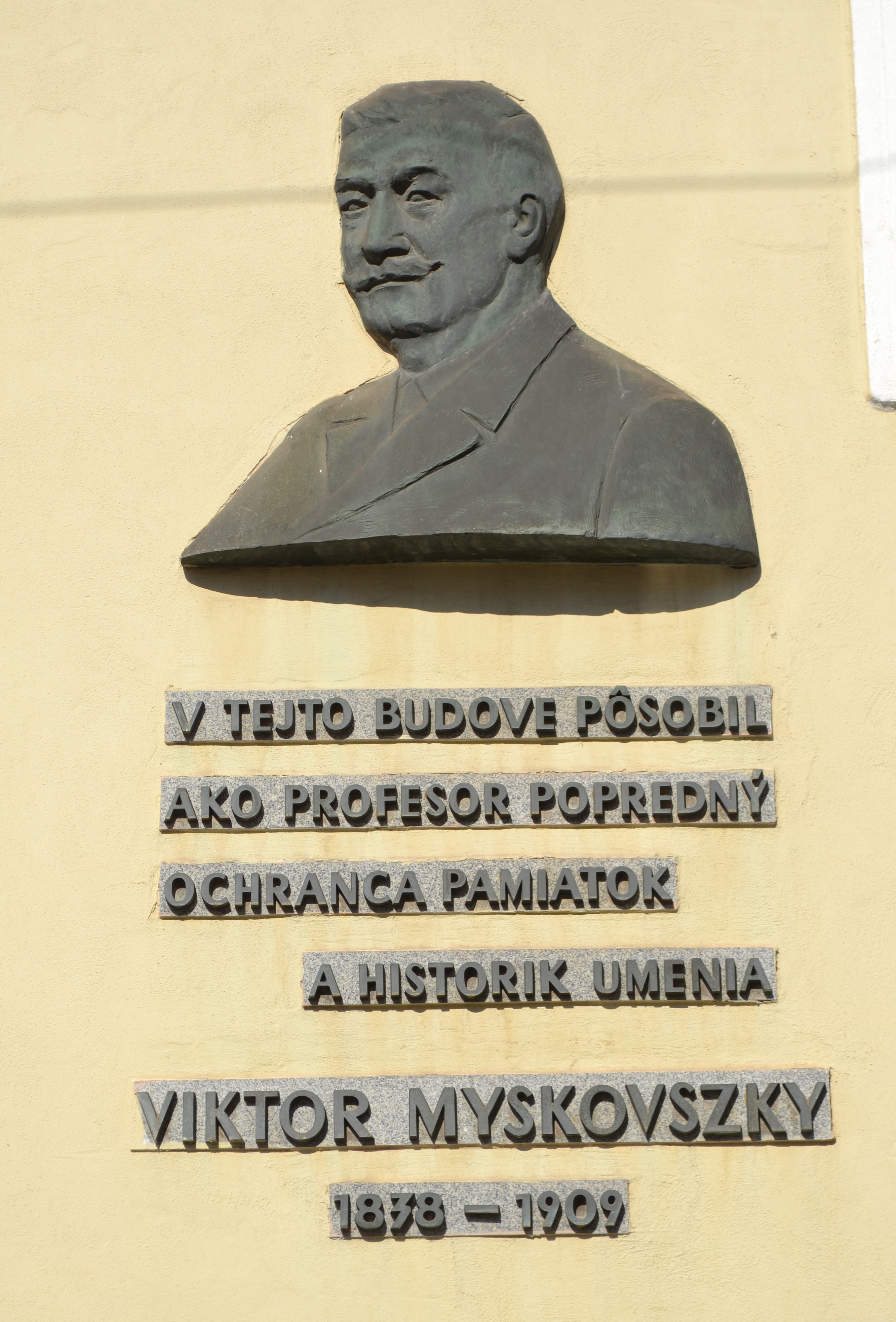
Herdenkingsplaat [1] voor professor Viktor Myskovszky aan het Poštová Gymnasium.
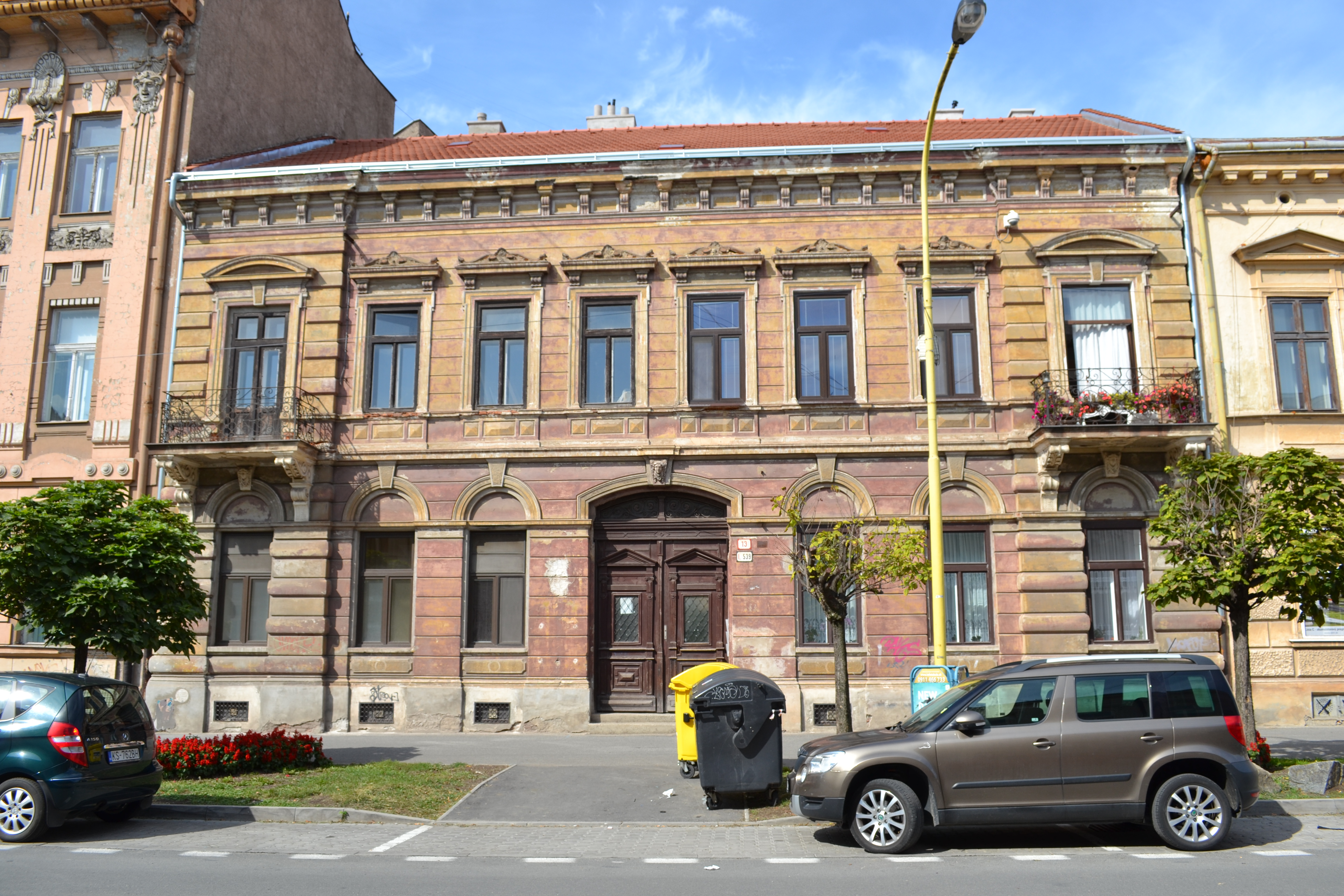
Poštová 13
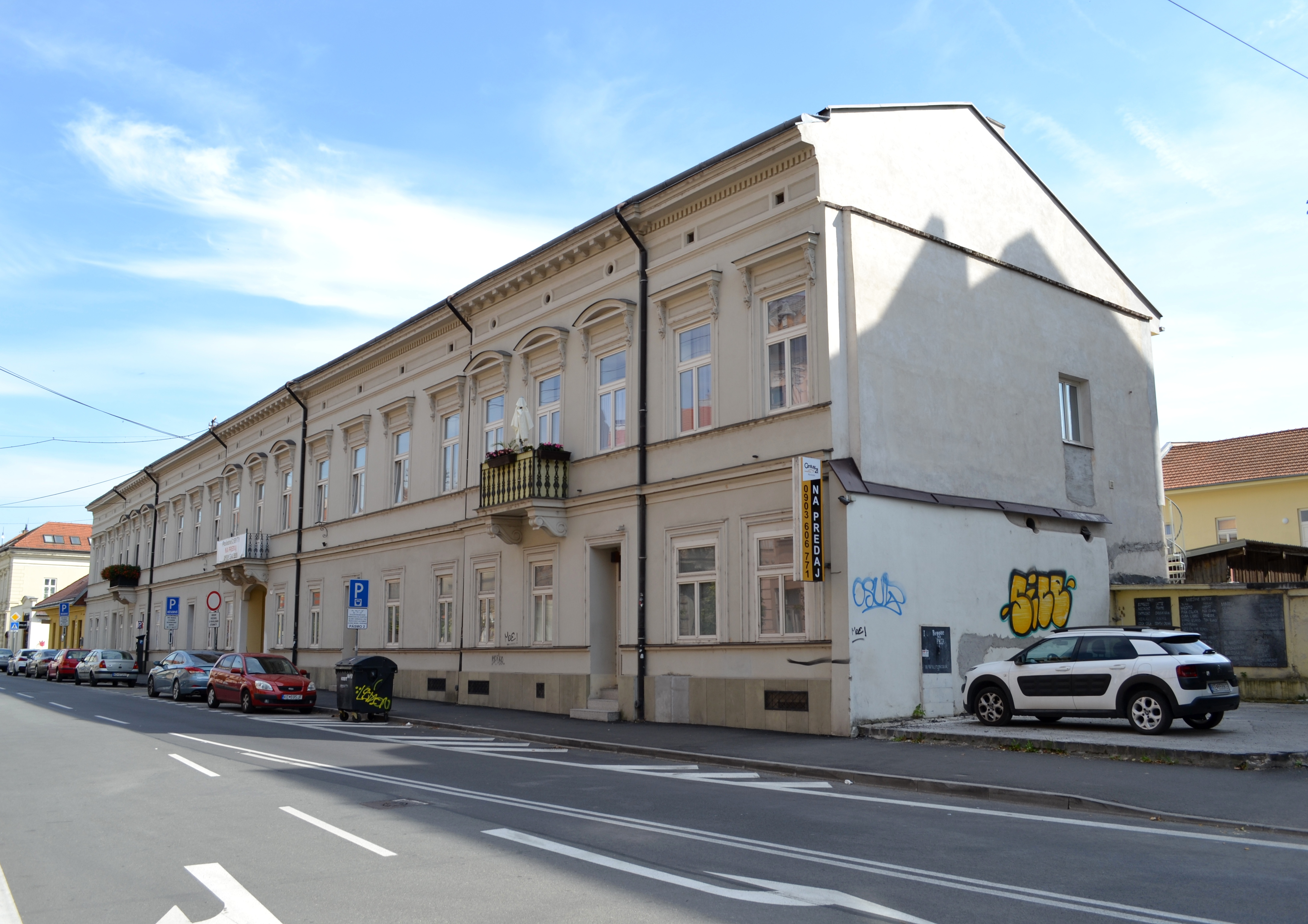
Poštová 14
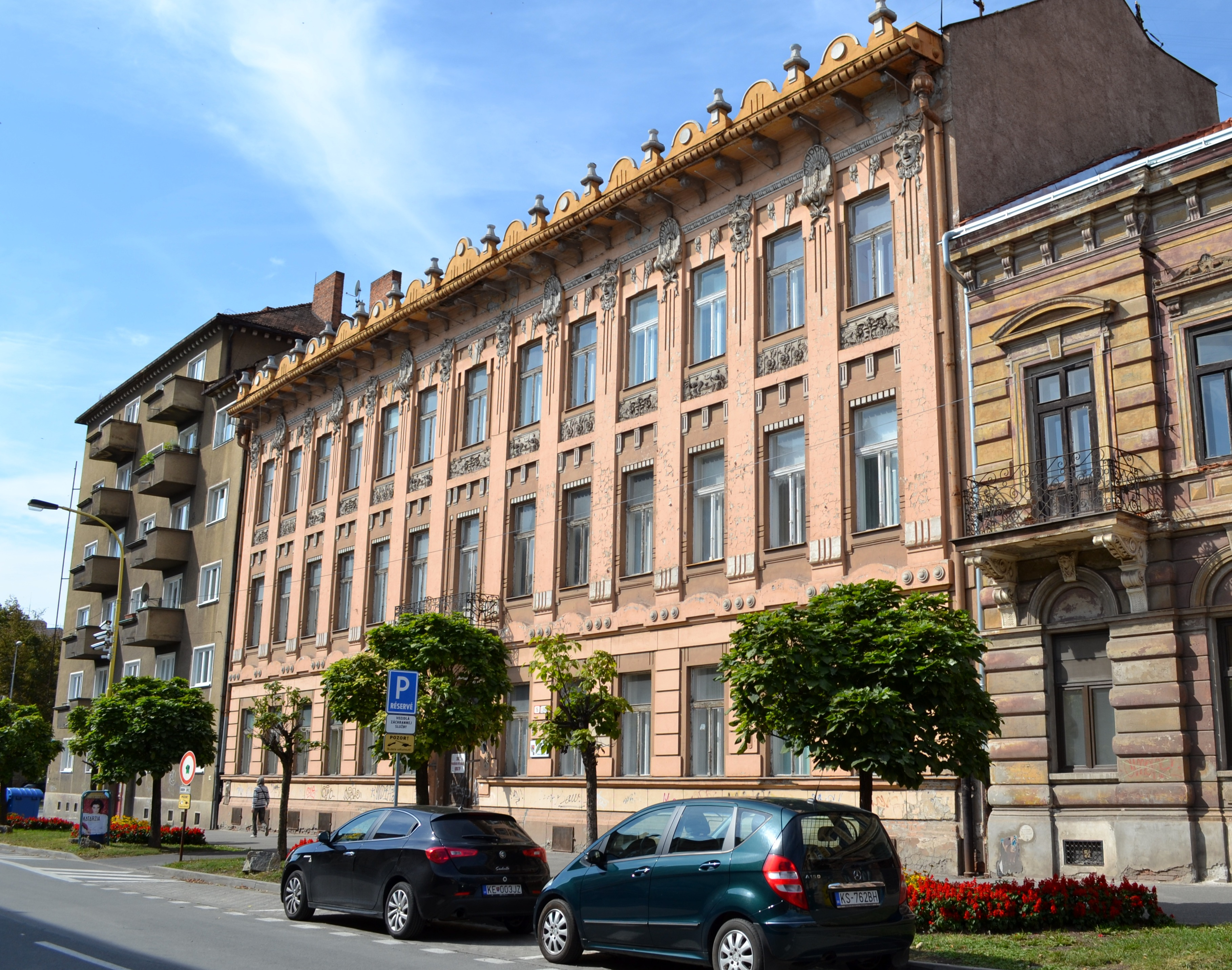
Poštová 15
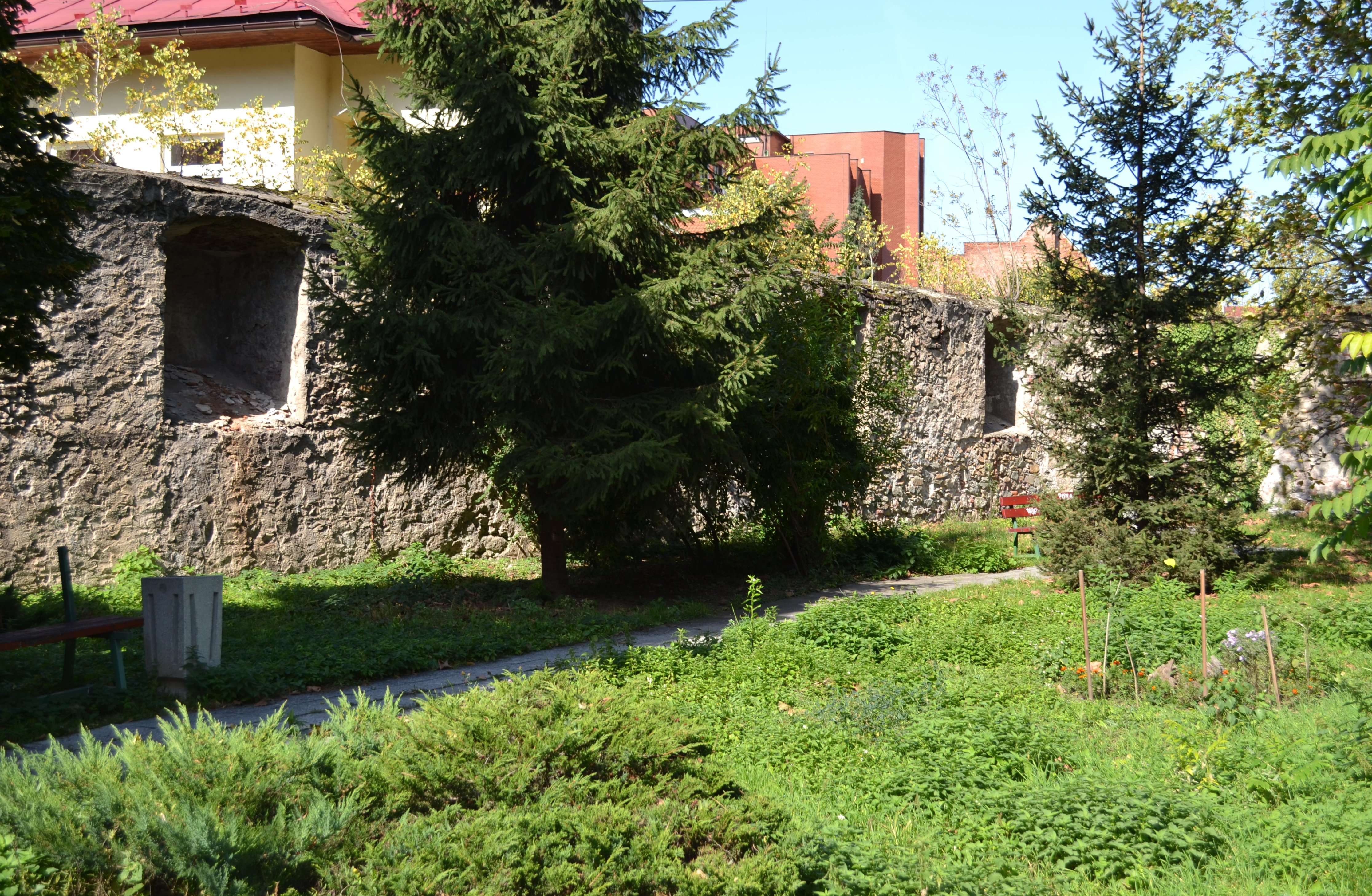
Nabij Poštová 15: een overblijfsel van de oude stadsversterking
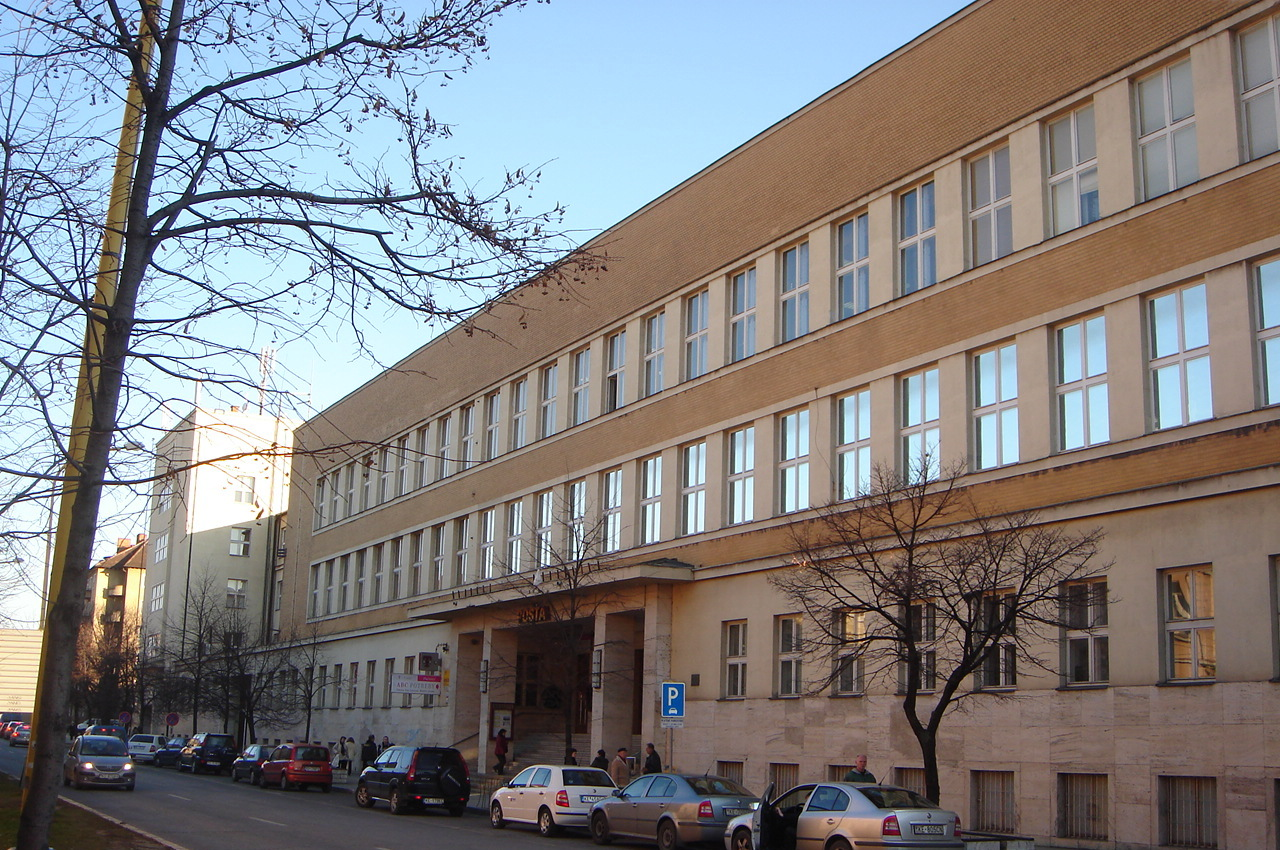
Poštová 20: Gebouw der Posterijen.

## Externe koppeling
Landkaart - Mapa